# Pertusaria huneckiana
Pertusaria huneckiana är en lavart som beskrevs av Feige & Lumbsch. Pertusaria huneckiana ingår i släktet Pertusaria och familjen Pertusariaceae.   Inga underarter finns listade i Catalogue of Life.